# Index Fungorum
Index Fungorum je mednarodni projekt za upravljanje in razvoj globalne nomenklaturne baze znanstvenih imen v kraljestvu gliv. Od leta 2015 ga sestavljajo trije glavni partnerji: Kraljevi botanični vrtovi, Kew (Združeno kraljestvo), Landcare Research (Nova Zelandija) in Inštitut za mikrobiologijo Kitajske akademije znanosti (Kitajska).
Primerljiv je z mednarodnim indeksom imen rastlin (IPNI), v katerega so ravno tako vključeni kraljevi botanični vrtovi. Razlika je v temu, da Index Fungorum označuje trenutni status veljavnosti imena. V rezultatih iskalne strani je trenutno pravilno ime označeno z zeleno barvo, preostala pa z modro barvo, napačne uporabe imen pa so označene z rdečo). Vsa imena so povezana s stranjo trenutno veljavnega imena in s seznami sinonimov.
Index Fungorum je ena od treh nomenklaturnih baz, ki jih priznava Nomenklaturni odbor za glive. Preostali dve sta MycoBank in Fungal Names. Od leta 2023 je bilo več kot milijon imen gliv povezanih s trajnimi identifikatorji za njihove povezane publikacije v teh treh zbirkah podatkov.

## Vsebina in obseg
Cilj Index Fungorum je izčrpen seznam vseh imen gliv, ki so bila kdaj veljavno definirana. To vključuje imena, ki se niso uveljavila ali pa niso več v uporabi.Vključuje tudi imena gliv, ki tvorijo lišaje in so jih v preteklosti včasih obravnavali ločeno.
Sestavljanje obsežnega seznama imen gliv predstavlja več izzivov, kot je na primer obravnava zastarelih imen, težave pri iskanju novih imen v svetovnih revijah in potrebo po obvladovanju vse večje količine opisanih novih taksonov gliv. Razvoj elektronskih baz podatkov je pomagal pri reševanju nekaterih od teh vprašanj, vendar je naloga še vedno zapletena in zahteva nadaljnji razvoj.